# BAP Río Locumba (PM-209)
El BAP Río Locumba (PM-209) es un buque patrullero marítimo (OPV) derivado de la Clase Taegeuk (Corea del Sur), cuya construcción se realizó en los astilleros del SIMA, en convenio con el astillero STX Offshore & Shipbuilding de Corea del Sur. Pertenece a una serie de seis patrulleras marítimas construidas por la Marina de Guerra del Perú para su Dirección de Capitanías y Guardacostas, donde actualmente sirve.

## Historia
En 2013 la Marina de Guerra del Perú, en el marco del Programa de Recuperación de las Capacidades para Realizar Operaciones de Guardacostas de Superficie y Operaciones de Búsqueda y Rescate (SAR), suscribió, vía los Servicios Industriales de la Marina (SIMA PERÚ), un contrato con el astillero STX Offshore & Shipbuilding de Corea del Sur por 82,2 millones de dólares para la construcción de un lote inicial de cinco patrulleras marítimas. A fines de ese año, en las instalaciones del SIMA Chimbote, se dio inicio la construcción de las primeras dos unidades, que recibirían luego los nombres de BAP Río Pativilca y BAP Río Cañete.
El BAP Río Locumba inició su construcción en marzo de 2019 conjuntamente con el BAP Río Tumbes. Culminada la construcción se realizó la ceremonia de botadura el 26 de julio de 2020 en el mar de Chimbote. Posteriormente, se realizaron las pruebas de mar de la nave para finalmente procederse a su puesta en servicio el 17 de marzo de 2021. y ser asignado a la Guardia Costera del Perú.

## Características
El BAP Río Locumba, de la Clase Río Pativilca, es una variante de la Clase Taeguk (de la Armada de Corea del Sur), siendo su eslora de 55,3 m, manga de 8,5 m y calado de 2,3 m, desplazando aproximadamente entre 450 y 500 toneladas. La propulsión corre por cuenta de dos motores diésel Caterpillar 3516C HD de 3,345 HP (y dos generadores Caterpillar C9 de 250 kW), que le permiten alcanzar una velocidad de 22 nudos. La autonomía, a 14 nudos, se estima en unas 3,600 millas náuticas. Cuenta además con el equipamiento de 2 botes del tipo RIB (Rigid Inflatable Boat) y otro administrativo. En lo que a armamento se refiere, disponen, en virtud del Convenio para la Coproducción y Transferencia Tecnológica de Estaciones de Armas suscrito en 2019 con la española Escribano M&E, de una torre a control remoto, o RCWS (Remotely Controlled Weapon System), Sentinel de 30 mm y 2 Guardian de 12,7 mm.